# Carl Hoffmann (Pfarrer, 1836)
Carl Hoffmann, auch Karl Hoffmann (* 27. August 1836 in Winnenden; † 19. September 1903 in Stettin) war ein deutscher evangelischer Geistlicher und Superintendent.

## Leben
Carl Hoffmann war ein Sohn des Pfarrers und späteren Oberhofpredigers in Berlin Wilhelm Hoffmann aus dessen erster Ehe mit Wilhelmine Beck (1809–1847), einer Tochter des Tübinger Bäckermeisters G. W. Beck. Der Stifter der Tempelgesellschaft Christoph Hoffmann war sein Onkel.
Er wuchs in Berlin auf und besuchte dort das Joachimsthalsche Gymnasium bis zum Abitur Ostern 1855. Sein Studium der Evangelischen Theologie an den Universitäten Berlin und Tübingen schloss er mit der Promotion zum Licentiaten ab. Seine erste kirchliche Anstellung erhielt er 1862 als Hilfsprediger am Berliner Dom. Ab 1863 war er Inspektor des Domkandidatenstifts.
Im März 1866 entsandte ihn der von seinem Vater mitgegründete Jerusalemsverein als Pfarrer in die Evangelische Gemeinde deutscher Sprache zu Jerusalem. Dort bezog er den jüngst durch Haustausch mit dem Johanniterorden erworbenen Bayt Kara Bayrakdar an der ʿAqabat at-Takiyya 7 / عقبة التكية.:64 Nach Friedrich Peter Valentiner war er erst der zweite Pfarrer der kleinen, aber stetig wachsenden Gemeinde.
In seiner Amtszeit verstärkten sich die Tendenzen, die schließlich zum Ende des preußisch-britischen Bistums Jerusalem führten. Die „Differenzierung des englischen und des preußischen Ansatzes schritt fort“. Da die mitgenutzte Christuskirche die bisherigen 16 Jahre lang sonntags früh anglikanischen Gottesdiensten vorbehalten war, deutschsprachige evangelische Gottesdienste gab es dort jeden zweiten Sonntag nachmittags, führte Hoffmann 1867 mit Genehmigung Bischof Samuel Gobats erstmals evangelische Frühgottesdienste ein, die in der nach Haustausch neu eingerichteten Kapelle des Johanniterordens-Hospizes im Bayt asch-Schurefa in der ʿAqabat al-Chāniqāh / عقبة الخانقاة nahe der Station VIII des Kreuzwegs der Via Dolorosa gehalten wurden.:66
Kurz vor dem Ende von Hoffmanns Amtszeit 1869 konnte Kronprinz Friedrich III., auf der Durchreise zur Eröffnung des Suezkanals, den Grundstückstreifen am Ostrand des Muristan, an dessen nördlichem Ende die Ruine der Kirche Santa Maria Latina stand, für Preußen in Besitz nehmen. Hier entstand später die Erlöserkirche. Ende 1869 verließ Hoffmann Jerusalem. Das Pfarramt blieb wegen des Deutsch-Französischen Krieges zunächst vakant. 1871 wurde Hermann Weser (1842–1911) sein Nachfolger, nachdem der zunächst vorgesehene Ernst Dryander aus familiären Gründen abgesagt hatte.
Nach seiner Rückkehr nach Deutschland wurde Hoffmann 1870 zum Pfarrer von Frauendorf (heute Golęcino und Stadtteil von Stettin) ernannt. Damit verbunden war das Amt des Superintendenten der Synode Stettin-Land in der preußischen Kirchenprovinz Pommern und des Kreisschulinspektors. Neben diesen Ämtern war er in verschiedenen Ausschüssen und als Herausgeber tätig. Nach dem Tod seines Vaters schrieb er dessen Biographie, die in zwei Bänden 1878 und 1880 erschien und positiv rezensiert wurde. Er war Mitglied im Vorstand der Provinzialsynode und der Prüfungskommission für die Kandidaten des Predigtamtes in Stettin sowie überregional in der dritten altpreußischen Generalsynode 1891. Kirchenpolitisch war er in der  Positiven Union engagiert. Ab 1881 war er im Ausschuss zur Revision des alttestamentlichen Teils der Lutherbibel für die Ausgabe von 1892 tätig. Ebenfalls ab 1881 war er Mitherausgeber für das Evangelische Monatsblatt für die deutsche Schule, das Organ des Deutschen Evangelischen Schulvereins.
Auch im Jerusalemsverein blieb Hoffmann aktiv. Seit 1870 war er Mitglied im Vorstand (Ausschuß). Von 1872 bis 1895 verantwortete er die Zeitschrift des Vereins Neueste Nachrichten aus dem Morgenlande (NNM) Durch zahlreiche Beiträge gelang es ihm, trotz der geographischen Entfernung „die Zeitschrift persönlich zu prägen“.
Er war verheiratet mit Elisabeth, geb. Sarasin. Der Richter Hermann Hoffmann (1880–1945) war ein Sohn des Paares.

## Auszeichnungen
- Roter Adlerorden, 4. Klasse (3. August 1887)[12]

## Werke
- Leben und Wirken des Dr. Ludwig Friedrich Wilhelm Hoffmann. 2 Bände, Wiegandt & Grieben, Berlin 1878–80.

Band 1 Digitalisat, Bayerische Staatsbibliothek
Band 2 Digitalisat, Bayerische Staatsbibliothek